# Gürtler

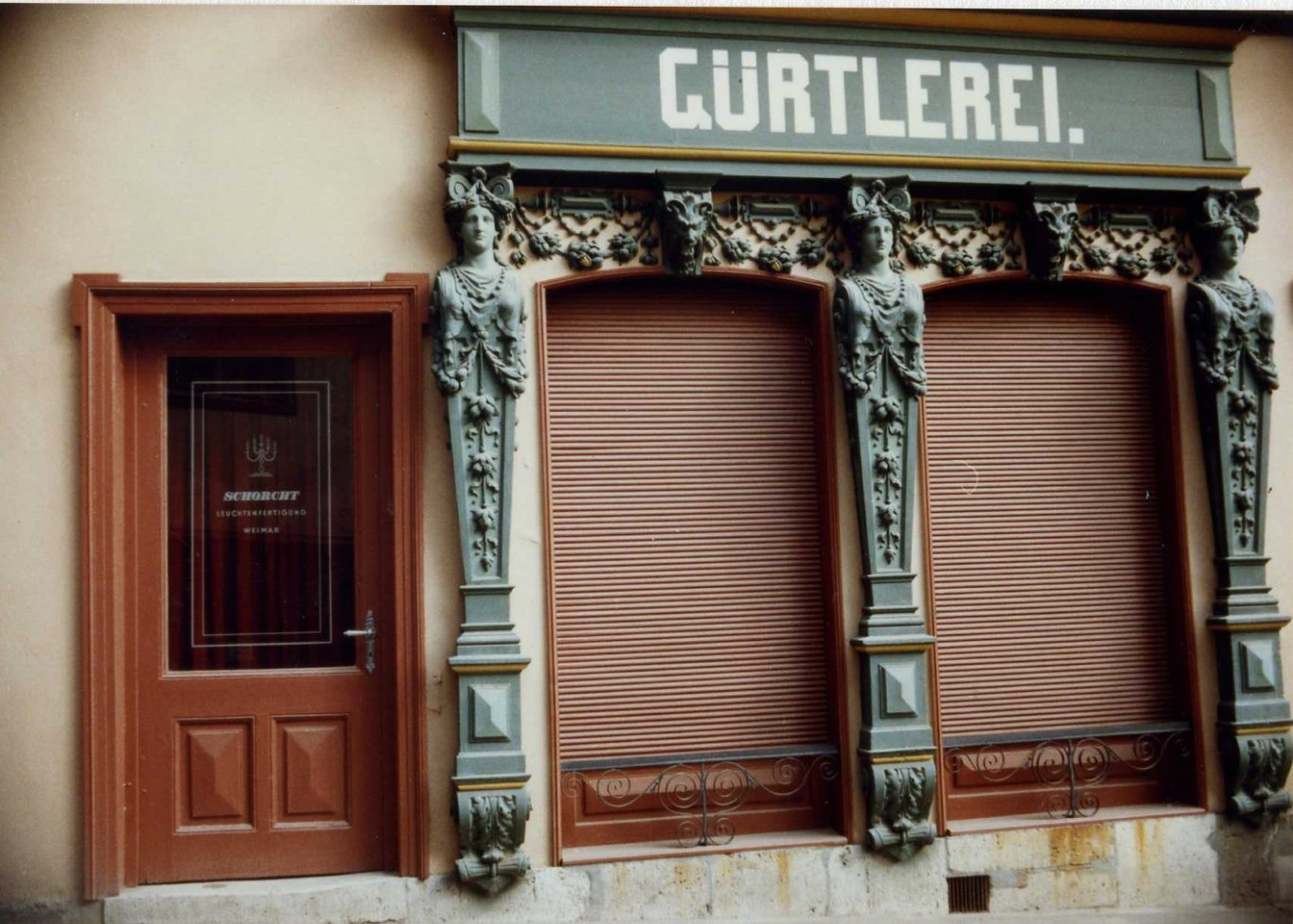
Gürtlerei in Weimar (1989)

Der traditionelle Beruf des Gürtlers (von mittelhochdeutsch gürten „umgürten“) ist auch heute in Deutschland nach der Handwerksordnung (HwO) noch ein anerkannter Ausbildungsberuf. Die heutige Bezeichnung lautet Metallbildner/in – Gürtler- und Metalldrücktechnik. Der Beruf gehört in den Bereich der Bearbeitung von Eisen-, Blech- und Nichteisenmetallwaren und ist eher kunsthandwerklich ausgerichtet. Die Ausbildung dauert drei Jahre.

## Berufsinhalt
Gürtler bearbeiten und verformen Metalle zur Herstellung von Gebrauchs- und Schmuckgegenständen. Diese sind typischerweise technische Geräte, Möbelbeschläge, Beleuchtungskörper wie Kronleuchter aus Messingblech, Kirchen- und Tafelschmuck, Turmbekrönungen, Geländer und Tore. Die Werkstücke werden dabei von Hand oder heute auch zunehmend mit speziellen Werkzeugen und Maschinen bearbeitet, und zwar spanlos durch Hämmern, Drücken und Treiben, spanend durch Feilen, Fräsen und Stoßen oder auch mit Gusstechniken. Die fertigen Einzelteile werden zusammengesetzt, meistens mit Silberlot oder Zinn verlötet, montiert und oberflächenbehandelt, z. B. galvanisiert oder mit Klarlack gegen Oxidation geschützt.

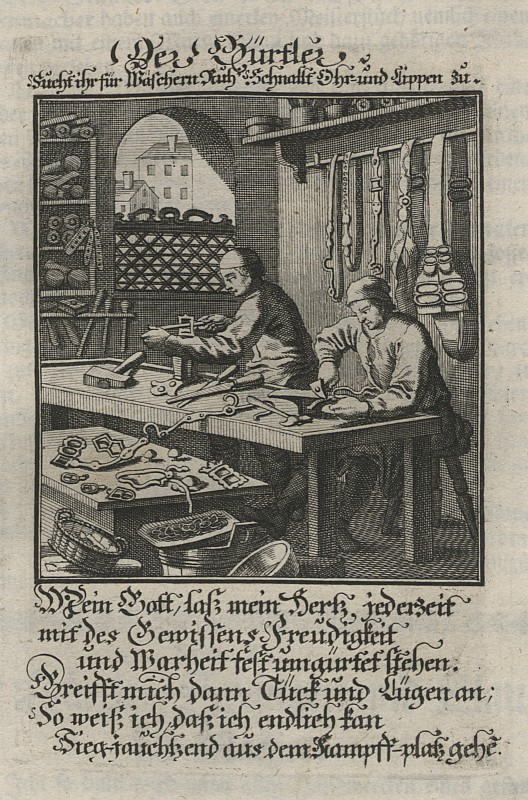
Der Gürtler

Metalldrücken bezeichnet ein Kalt-Umformverfahren, bei dem runde Hohlkörper aus scheibenförmigen Blech-Zuschnitten (Ronden) hergestellt werden. Dabei wird das Metall rotierend, entweder von Muskelkraft mit Hilfwerkzeugen oder maschinell an eine mitdrehende Form angelegt. Typische Drückteile sind runde Pokale und Lampenschirme. Beispielhafter Kurzfilm dazu unter Weblinks.
Mit Hilfe eines sogenannten Ovalwerkes können auch ovale Hohlkörper, wie die kupfernen Wärmflaschen hergestellt werden.
Zur Herstellung von Einzelstücken werden meist Formen aus Holz gedrechselt, auf die dann das Blech (wie oben beschrieben) angelegt wird.
Mögliche Spezialisierungen der Gürtler- und Metalldrücktechnik sind traditionell:
- Korpusgürtlerei (Treib- und Aufzieharbeiten)
- Lüstergürtler
- Schmuckgürtlerei: in die Metallteile werden Edelsteine, Perlen, Muscheln, Korallen, Email und Glas eingearbeitet

Die Tätigkeiten überschneiden sich mit verwandten Berufen wie:
- Ziseleur
- Goldschläger
- Kupferschmied
- Silberschmied
- Graveur
- Gelbgießer

## Arbeitsstätten
Gürtler arbeiten in den Werkstätten (oder bei Großbetrieben auch Werkhallen) von Schmieden, Schlossereien und spezialisierten Metalldrückereien, bei der Reparatur und Montage größerer Werkstücke auch auf Baustellen.

## Geschichte
Gürtler waren im 15. und 16. Jahrhundert Hersteller von Chatelaines für die Damenwelt.
Im Jahre 1329 führten Gürtler in Breslau den ersten Streik Deutschlands durch. Sie streikten damals ein Jahr lang.